# Zapoapan
Zapoapan är en ort i Mexiko.   Den ligger i kommunen Tatahuicapan de Juárez och delstaten Veracruz, i den sydöstra delen av landet, 500 km öster om huvudstaden Mexico City. Zapoapan ligger 24 meter över havet och antalet invånare är 273.
Terrängen runt Zapoapan är varierad. Havet är nära Zapoapan åt nordost. Runt Zapoapan är det ganska tätbefolkat, med 56 invånare per kvadratkilometer. Närmaste större samhälle är Los Arrecifes, 14,5 km nordväst om Zapoapan. Omgivningarna runt Zapoapan är en mosaik av jordbruksmark och naturlig växtlighet.